# Caserío La Fundación
La Fundación, auch Caserío La Fundación ist eine Ortschaft in Uruguay.

## Geographie
Sie befindet sich auf dem nördlichen Gebiet des Departamento Florida in dessen Sektor 8 in der Cuchilla de Castro. Nordwestlich liegt Polanco del Yí am Ufer des dort verlaufenden Río Yí, der die Grenze zum Nachbardepartamento Durazno bildet.

## Infrastruktur
Am Rande des Ortes führt die Ruta 42 entlang.

## Einwohner
Die Einwohnerzahl Caserío La Fundacións beträgt 13 (Stand: 2011), davon sieben männliche und sechs weibliche.
| Jahr | Einwohner |
| ---- | --------- |
| 1996 | -         |
| 2004 | 28        |
| 2011 | 13        |

Quelle: Instituto Nacional de Estadística de Uruguay